# Усачевская волость
Усачевская во́лость — волость в составе Каргопольского уезда Олонецкой губернии.

## Общие сведения
Волостное правление располагалось в селении Броневская (Устье большое).
В состав волости входили сельские общества, включающие 62 деревни:
- Ольховское общество
- Устьволгское общество

На 1890 год численность населения волости составляла 3170 человек.
На 1905 год численность населения волости составляла 3881 человек. В волости насчитывалось 615 лошадей, 756 коров и 1526 голов прочего скота.
В ходе реформы административно-территориального деления СССР в 1927 году волость была упразднена. 
В настоящее время территория Усачевской волости относится в основном к Каргопольскому району Архангельской области.